# Lars Kleppich
Lars Kleppich, född den 9 augusti 1967 i Sydney, är en australisk seglare.
Han tog OS-brons i lechner i samband med de olympiska seglingstävlingarna 1992 i Barcelona.